# Портрет Льва X с кардиналами Джулио Медичи и Луиджи Росси
«Портрет Льва X с кардиналами Джулио Медичи и Луиджи Росси» — картина Рафаэля Санти, написанная около 1518 года. Хранится в галерее Уффици (Флоренция).
На картине изображён папа Лев X с родственниками — кардиналами Джулио Медичи и Луиджи Росси. Его напряжённый взор указывает на нелёгкий период в жизни, когда в христианском обществе наметился раскол, вызванный противостоянием Льва X с Мартином Лютером, обвинявшим папу среди прочего в торговле индульгенциями для сбора средств на строительство собора Святого Петра. Навершие кресла в форме шара символизирует сферические костяшки счётов, намекая на историю семейства Медичи.
Большой портрет был написан в качестве подарка Лоренцо, герцогу Урбинскому, так как папа не имел возможности лично присутствовать на свадьбе герцога с Мадлен де ла Тур, родственницей французского короля Франциска I и будущей матерью Екатерины Медичи. По свидетельству очевидцев, портрет был помещён в обеденной зале Палаццо Медичи, чтобы радовать герцогиню и её вельможных гостей «личным присутствием» папы во время пиршеств.
C картины неоднократно делались копии, одна из которых была выполнена Джорджо Вазари в 1536 году. Известна история о том, что Федерико II Гонзага якобы пришёл в такое восхищение картиной, что стал умолять Джулио Медичи, ставшего к тому времени папой Климентом VII, продать её. Не желая ссориться с влиятельным герцогом, папа поручил Андреа дель Сарто снять точную копию портрета, ныне находящуюся в Неаполе, которая и была отправлена Гонзага, до конца своих дней уверенного, что он владеет оригиналом Рафаэля. Историчность данного факта подвергается сомнению. 
C 1589 года и по сей день картина хранится в Уффици, покинув галерею лишь в период наполеоновских войн, когда её конфисковали французские захватчики вместе с другими произведениями искусства, и с 1799 по 1816 год находилась во Франции. 

Вазари в «Жизнеописаниях наиболее знаменитых живописцев, ваятелей и зодчих» дал чрезвычайно высокую оценку работе Рафаэля: 
Фигуры в этой картине кажутся не изображенными, а выпуклыми и круглыми. Здесь и пушистая ворсистость бархата, и звонкие шелестящие переливы атласа на папе, и нежный трепет шерстинок на меховой опушке, и золото и шелк, изображенные так, что это уже не краски, а доподлинное золото и шелк; здесь же и пергаментная книга с миниатюрами, которая живей самой жизни, и несказанно прекрасный серебряный колокольчик. И в числе всего прочего здесь и полированный золотой шар на спинке папского кресла, в котором как в зеркале (таков его блеск) отражаются и оконные проемы, и плечи самого папы, и окружающее его помещение; и все это выполнено с такой тщательностью, что ни один мастер не сделает, да и не сможет сделать это лучше.